# Sousel
Sousel is een plaats en gemeente in het Portugese district Portalegre.
De gemeente heeft een totale oppervlakte van 279 km2 en telde 5780 inwoners in 2001.

## Plaatsen in de gemeente
De volgende freguesias maken deel uit van de gemeente Sousel:
- Cano
- Casa Branca
- Santo Amaro
- Sousel